# Aspilatopsis carneata
Aspilatopsis carneata là một loài bướm đêm trong họ Geometridae.